# 我情可待
我情可待（日语：オレハマッテルゼ），是日本純種競賽馬匹。生涯活躍於短途賽事，曾勝出2006年高松宮紀念。

## 出賽前
2000年1月16日於北海道早來町（今安平町）北部牧場，被馬主小田切有一購入。
其後交由栗東訓練中心練馬師音無秀孝訓練。

## 競賽生涯

### 3歲
2003年5月25日出戰中京競馬場的3歲未勝利戰，由岩田康誠策騎，最終以第十一大敗。
其後出戰多兩場3歲未勝利戰，均獲得第三。
7月19日出戰小倉競馬場的3歲未勝利戰，終於獲得首場次勝利。
其後出戰兩場條件戰，均未能獲得勝利。

### 4歲
2004年的4歲生涯，其均在出戰條件戰級別的賽事，分別於1月31日的4歲以上500萬獎金以下條件戰、5月23日的富嶽賞及10月31日的保津峽特別獲勝。

### 5歲
2005年出戰首戰甲斐駒特別即獲勝，其後於3月出戰海藍寶石錦標獲得第二後，再於晚春錦標獲勝，成功突破條件戰級別。
5月15日出戰京王盃春季盃，爲其首次出戰分級賽。比賽途中，其於先頭位置進入直路，雖然未能追上前方的淺草田園，但成功保住第二名。
其後出戰安田紀念，首次挑戰一級賽，但於直路失速以第十一大敗。
其後出戰公開賽首都錦標作調整，終於再次獲得第一的成績。

### 6歲
2006年首戰爲京都金盃，再次因失速而大敗。
1月28日出戰東京新聞盃，再次由上年度京王盃春季盃經已夥拍過的柴田善臣策騎，但最終以頭位憾負於富士寧靜獲得第二。
其後出戰阪急盃，雖然以先頭位置進入直路，但被後上的Blue Shotgun及Cosmo Schindler超越，獲得第三。
賽後，騎師柴田根據其於比賽上的感覺，認爲賽事距離越短對我情可待則更越有利，因此向練馬師音無秀孝提出建議。經過陣營反覆考慮，決定安排其出戰春季短途馬王決定戰高松宮紀念。
3月26日按計劃出戰高松宮紀念，獲得第四人氣。比賽開始後，其處於第四的位置推進，並以相同節奏進入彎道。本次比賽節奏上對先頭馬匹有利，因而處於前方的我情可待及其他賽駒紛紛進佔有利位置加速。而於後方毫無威脅下，率先衝出的我情可待只需要抵擋萊茵力量的壓力。最終，其成功保持速度，以頸位贏過對手取得首個一級賽冠軍。是次勝利，成功爲練馬師音無奪得首個一級賽頭銜，亦是騎師柴田及馬主小田切有一分別時隔6年及21年的一級賽勝利。
其後和上年度一樣以安田紀念爲目標，因而出戰前哨戰京王盃春季盃，並於比賽中成功一放到底獲得冠軍。
6月4日出戰按計劃出戰安田紀念，獲得第一人氣。然而，於比賽中雖然於前方位置進佔有利位置，但於第三彎道和其他馬匹有些微碰撞而節奏被影響，最終以第十大敗。
夏季放草過後，以秋季短途王者決定戰短途馬錦標作爲目標，但比賽前狀態不佳，體重更比出戰安田紀念時輕了12公斤。比賽途中，其於直線上未有進一步加速，最終以第九大敗。
其後出戰天鵝錦標及阪神盃，分別獲得第五及第十四，表現未如理想。

### 7歲
2007年首戰爲二月錦標，爲其首次出戰泥地賽事。比賽途中，其於直路上明顯失速，最終以包尾成績完賽。
其後出戰高松宮紀念以求連霸，但以第五落敗
5月12日再次以安田紀念爲目標，出戰京王盃春季盃，但只獲得第三。
其後仍然出戰安田紀念，但再次於直路上失速以包尾完賽。
夏季放草過後出戰9月的人馬錦標，以第十一大敗。
其後出戰短途馬錦標及富士錦標，分別獲得第十四及第九。
完成富士錦標後，陣營宣佈安排其退役，並於11月14日取消日本中央競馬會的賽駒註冊。

### 詳細賽績
| 日期       | 舉辦國家 | 馬場 | 距離   | 級別 | 賽事名稱             | 負重 | 騎師     | 馬號 | 出馬 | 名次 | 時間   | 頭馬（二馬）          |
| ---------- | -------- | ---- | ------ | ---- | -------------------- | ---- | -------- | ---- | ---- | ---- | ------ | --------------------- |
| 25/5/2003  | 日本     | 中京 | 草2000 |      | 3歲未勝利            | 56   | 岩田康誠 | 6    | 13   | 11   | 2:05.2 | Maruno Western        |
| 7/6/2003   | 日本     | 東京 | 草2000 |      | 3歲未勝利            | 56   | 柴田善臣 | 11   | 18   | 3    | 2:02.0 | Future Bright         |
| 28/6/2003  | 日本     | 阪神 | 草2000 |      | 3歲未勝利            | 56   | 武豐     | 7    | 16   | 3    | 2:03.9 | Violet Suzuka         |
| 19/7/2003  | 日本     | 小倉 | 草2000 |      | 3歲未勝利            | 56   | 武豐     | 7    | 15   | 1    | 2:01.5 | （Mayano Bobbysocks） |
| 12/10/2003 | 日本     | 東京 | 草1800 |      | 3歲以上500萬獎金以下 | 55   | 武豐     | 17   | 18   | 2    | 1:48.5 | Inazuma Caesar        |
| 26/10/2003 | 日本     | 京都 | 草1600 |      | 3歲以上500萬獎金以下 | 55   | 武豐     | 8    | 18   | 8    | 1:34.6 | Fight Club            |
| 1/17/2004  | 日本     | 小倉 | 草2000 |      | 背振山特別           | 56   | 中館英二 | 9    | 18   | 5    | 2:01.0 | Air Selecao           |
| 31/1/2004  | 日本     | 小倉 | 草1800 |      | 4歲以上500萬獎金以下 | 56   | 中館英二 | 16   | 16   | 1    | 1:48.9 | （Yanagimushi）       |
| 22/2/2004  | 日本     | 東京 | 草1800 |      | Takeshiba O紀念      | 54   | 中館英二 | 8    | 15   | 2    | 1:47.4 | Admire Rocky          |
| 14/3/2004  | 日本     | 中山 | 草1800 |      | Meizui紀念           | 57   | 後藤浩輝 | 4    | 14   | 5    | 1:48.6 | Taiki Alpha           |
| 11/4/2004  | 日本     | 阪神 | 草1600 |      | 目白山峰紀念         | 57   | 武豐     | 14   | 16   | 2    | 1:34.0 | La Sylphide           |
| 23/5/2004  | 日本     | 東京 | 草1600 |      | 富嶽賞               | 57   | 武豐     | 1    | 15   | 1    | 1:34.8 | （Blast Sunday）      |
| 12/6/2004  | 日本     | 東京 | 草1600 |      | 湘南錦標             | 57   | 柴田善臣 | 12   | 14   | 3    | 1:33.5 | Meisho Kaido          |
| 31/10/2004 | 日本     | 京都 | 草1600 |      | 保津峡特別           | 57   | 後藤浩輝 | 4    | 14   | 1    | 1:34.8 | （Nihonpillow Keith） |
| 21/11/2004 | 日本     | 京都 | 草1600 |      | 小栗帽紀念           | 58   | 武豐     | 1    | 15   | 2    | 1:35.1 | Albireo               |
| 5/12/2004  | 日本     | 阪神 | 草1400 |      | 金馬鞍盃             | 58   | 藤田伸二 | 11   | 14   | 2    | 1:21.4 | Horai Warning         |
| 20/2/2005  | 日本     | 東京 | 草1400 |      | 甲斐駒特別           | 58   | 後藤浩輝 | 3    | 16   | 1    | 1:23.2 | （Thor Hammer）       |
| 6/3/2005   | 日本     | 中山 | 草1600 |      | 海藍寶石錦標         | 57   | 後藤浩輝 | 10   | 11   | 2    | 1:33.6 | 西野紫檀              |
| 1/5/2005   | 日本     | 東京 | 草1600 |      | 晩春錦標             | 57   | 柴田善臣 | 2    | 14   | 1    | 1:32.8 | （歡欣起舞）          |
| 15/5/2005  | 日本     | 東京 | 草1400 | GII  | 京王盃春季盃         | 57   | 柴田善臣 | 10   | 18   | 2    | 1:20.7 | 淺草田園              |
| 5/6/2005   | 日本     | 東京 | 草1600 | GI   | 安田記念             | 58   | 蛯名正義 | 4    | 18   | 11   | 1:33.0 | 淺草田園              |
| 27/11/2005 | 日本     | 東京 | 草1600 | OP   | 首都錦標             | 56   | 武豐     | 12   | 17   | 1    | 1:32.9 | （Focal Point）       |
| 5/1/2006   | 日本     | 京都 | 草1600 | GIII | 京都金盃             | 57   | 福永祐一 | 15   | 16   | 9    | 1:34.7 | Big Planet            |
| 28/1/2006  | 日本     | 東京 | 草1600 | GIII | 東京新聞盃           | 56   | 柴田善臣 | 16   | 16   | 2    | 1:33.7 | 富士寧靜              |
| 26/2/2006  | 日本     | 阪神 | 草1400 | GIII | 阪急盃               | 56   | 柴田善臣 | 10   | 15   | 3    | 1:22.7 | Blue Shotgun          |
| 26/3/2006  | 日本     | 中京 | 草1200 | GI   | 高松宮記念           | 57   | 柴田善臣 | 11   | 18   | 1    | 1:08.0 | (萊茵力量)            |
| 4/6/2006   | 日本     | 東京 | 草1400 | GII  | 京王盃春季盃         | 59   | 柴田善臣 | 12   | 14   | 1    | 1:21.8 | (Incentive Guy)       |
| 4/6/2006   | 日本     | 東京 | 草1600 | GI   | 安田記念             | 58   | 柴田善臣 | 17   | 18   | 10   | 1:33.8 | 牛精福星              |
| 1/10/2006  | 日本     | 中山 | 草1200 | GI   | 短途馬錦標           | 57   | 柴田善臣 | 7    | 16   | 9    | 1:08.7 | 兼併目標              |
| 28/10/2006 | 日本     | 京都 | 草1400 | GII  | 天鵝錦標             | 59   | 柴田善臣 | 5    | 18   | 5    | 1:20.6 | Precise Machine       |
| 17/12/2006 | 日本     | 阪神 | 草1400 | GII  | 阪神盃               | 57   | 柴田善臣 | 18   | 17   | 14   | 1:21.5 | 李察靈駒              |
| 18/2/2007  | 日本     | 東京 | 泥1600 | GI   | 二月錦標             | 57   | 後藤浩輝 | 11   | 16   | 16   | 1:36.8 | Sunrise Bacchus       |
| 25/3/2007  | 日本     | 中京 | 草1200 | GI   | 高松宮記念           | 57   | 後藤浩輝 | 16   | 18   | 5    | 1:09.5 | 鈴鹿鳳凰              |
| 12/5/2007  | 日本     | 東京 | 草1400 | GII  | 京王盃春季盃         | 58   | 後藤浩輝 | 11   | 18   | 3    | 1:20.1 | 榮進特快              |
| 3/6/2007   | 日本     | 東京 | 草1600 | GI   | 安田記念             | 58   | 後藤浩輝 | 7    | 18   | 18   | 1:34.4 | 大和主將              |
| 9/9/2007   | 日本     | 阪神 | 草1200 | GII  | 人馬錦標             | 58   | 武豐     | 8    | 16   | 11   | 1:08.5 | Sans Adieu            |
| 30/9/2007  | 日本     | 中山 | 草1200 | GI   | 短途馬錦標           | 57   | 蛯名正義 | 4    | 16   | 14   | 1:11.7 | 真弓快車              |
| 20/10/2007 | 日本     | 東京 | 草1600 | GIII | 富士錦標             | 58   | 松岡正海 | 3    | 18   | 9    | 1:33.9 | 盛高                  |

## 退役後
退役後，我情可待成爲了配種馬，於北海道浦河町East Stud休養，在2008年進行配種。首批子嗣於2009年出生。首批子嗣可於2011年出賽。2012年3月3日，哈娜目標於鬱金香賞取勝，成爲在首匹勝出分級賽的子嗣。2014年4月26日，哈娜目標於全齡錦標取勝，成爲首匹勝出一級賽的我情可待子嗣。
2013年10月30日，因爲嚴重的腰部萎縮症，於馬房內死亡，享年13歲。

### 主要子嗣

#### 一級優勝子嗣
粗體字為分級賽
2009年生
- 哈娜目標（鬱金香賞、京都牝馬錦標、 全齡錦標）

#### 分級賽優勝子嗣
2013年生
- 王心浩瀚（海洋錦標）

## 血統簡介
父系週日寧靜是美國三冠賽雙軍馬，退役後在日本配種，在日本馬壇相當成功，贏得多項分級賽事，其子嗣贏得巨額獎金。連續12年成為日本冠軍種馬。祖父Halo爲美國賽駒，曾贏得一級賽冠軍，爲美國冠軍種馬。
母系Curly Angel爲日本賽駒，生涯未有勝場。外祖父Judge Angelucci爲美國賽駒，生涯戰績優秀，曾三勝一級賽。

### 血統表
| 父線：週日寧靜系（Halo系）          |                               |                 |                 |
| 種馬 週日寧靜 1986年（棕色）        | Halo 1969年（棕色）           | Hail to Reason  | Turn-to         |
| 種馬 週日寧靜 1986年（棕色）        | Halo 1969年（棕色）           | Hail to Reason  | Nothirdchance   |
| 種馬 週日寧靜 1986年（棕色）        | Halo 1969年（棕色）           | Cosmah          | Cosmic Bomb     |
| 種馬 週日寧靜 1986年（棕色）        | Halo 1969年（棕色）           | Cosmah          | Almahmoud       |
| 種馬 週日寧靜 1986年（棕色）        | Wishing Well 1975年（棗色）   | Understanding   | Promised Land   |
| 種馬 週日寧靜 1986年（棕色）        | Wishing Well 1975年（棗色）   | Understanding   | Pretty Ways     |
| 種馬 週日寧靜 1986年（棕色）        | Wishing Well 1975年（棗色）   | Mountain Flower | Montparnasse    |
| 種馬 週日寧靜 1986年（棕色）        | Wishing Well 1975年（棗色）   | Mountain Flower | Edelweiss       |
| 繁殖雌馬 Curly Angel 1990年（栗色） | Jude Angelucci 1983年（栗色） | Honest Pleasure | What a Pleasure |
| 繁殖雌馬 Curly Angel 1990年（栗色） | Jude Angelucci 1983年（栗色） | Honest Pleasure | Tularia         |
| 繁殖雌馬 Curly Angel 1990年（栗色） | Jude Angelucci 1983年（栗色） | Victoria Queen  | Victoria Park   |
| 繁殖雌馬 Curly Angel 1990年（栗色） | Jude Angelucci 1983年（栗色） | Victoria Queen  | Willowfield     |
| 繁殖雌馬 Curly Angel 1990年（栗色） | Dyna Carle 1980年（棗色）     | 北方風味        | 北地舞人        |
| 繁殖雌馬 Curly Angel 1990年（栗色） | Dyna Carle 1980年（棗色）     | 北方風味        | Victoria Lady   |
| 繁殖雌馬 Curly Angel 1990年（栗色） | Dyna Carle 1980年（棗色）     | Shadai Feather  | Guersant        |
| 繁殖雌馬 Curly Angel 1990年（栗色） | Dyna Carle 1980年（棗色）     | Shadai Feather  | Peroxide        |
| 雌系：號族：8-f                     |                               |                 |                 |
| 五代內近親交配：Victoria Park 5×4   |                               |                 |                 |

## 命名由來
名字Orewa Matteruze（オレハマッテルゼ）是日語，意思就是「我在這裏等你」（俺は待ってるぜ），出自石原裕次郎的同名電影，亦是馬主小田切有一以日語諧音短句所作的趣味，香港取其等待的意思，翻譯为「我情可待」。
順帶一提，馬主小田切旗下亦有不少其他馬匹是以諧音短句命名，例子有Egao o Misete、Kamisan Kowai、飆躍駒（Unaginobori）及Kimini Okuru等，意思分別是「給我微笑」（笑顔を見せて）、「妻子很可怕」（かみさん怖い）、「飛黃騰達」（鰻登り）及「贈予給你」（君に贈る）。

## 外部連結
- 我情可待 netkeiba.com （页面存档备份，存于）
- 血統表 （页面存档备份，存于）